# Wijde Noorderhorne 1
De Wijde Noorderhorne 1 is de locatie van een deftig woonhuis aan de Wijde Noorderhorne in de Nederlandse stad Sneek (provincie Friesland).
Het gebouw, gebouwd in 1789 naar ontwerp van Auke Bruinsma, is een van rijksmonumenten in de binnenstad van Sneek. Het pand is benoemd tot rijksmonument vanwege de bijzondere gevel met brede ingangspartij. Hierboven is een omlijst en met festoenen bekroond venster te vinden. Daarboven bevindt zich een kroonlijst met trigliefen. Naast de kroonlijst zijn twee festoenen te zien. Bovenaan de gevel bevindt zich een groot timpaan met een portretmedaillon, dat is omgeven met festoenen. Het schilddak is met borden versierde hoekschoorstenen omgeven. De tuin reikt tot aan het Bolwerk.
In het pand is bij veel inwoners bekend als het woonhuis van dr. G.N Bouma, chirurg in het Sint Antonius Ziekenhuis, die hier thuis ook veel opereerde in een soort privékliniek. Naar hem is onder meer de Dr. Boumaweg vernoemd. Na zijn overlijden was hier tot 1983 het Gereformeerd Verpleeghuis gevestigd. Sinds 1984 huist de Bibliotheek Sneek in het pand.